# Selma Sól Magnúsdóttir
Selma Sól Magnúsdóttir (23 april 1998) is een voetbalspeelster uit IJsland. Ze speelt als middenvelder voor Rosenborg BK in de Toppserien.

## Clubcarrière
Magnúsdóttir begon haar profcarrière bij Breiðablik. In 2015 werd ze uitgeleend aan competitiegenoot Fylkir. Tot 2021 was ze als speelster in IJsland actief, totdat ze in dat jaar voor Rosenborg BK. In januari 2024 tekende een contract bij 1. FC Nürnberg in de Duitse Bundesliga. Ze bleef hier totdat de club in het seizoen 2023/24 uit de Bundesliga degradeerde. Sinds 2024 is Magnúsdóttir teruggekeerd bij Rosenborg BK.

## Statistieken
| Seizoen | Club           | Land      | Competitie  | Wedstrijden | Doelpunten |
| ------- | -------------- | --------- | ----------- | ----------- | ---------- |
| 2013    | Breiðablik     | IJsland   | Úrvalsdeild | 1           | 0          |
| 2014    | Breiðablik     | IJsland   | Úrvalsdeild | 3           | 0          |
| 2015    | Fylkir         | IJsland   | Úrvalsdeild | 14          | 0          |
| 2016    | Breiðablik     | IJsland   | Úrvalsdeild | 5           | 0          |
| 2017    | Breiðablik     | IJsland   | Úrvalsdeild | 18          | 2          |
| 2018    | Breiðablik     | IJsland   | Úrvalsdeild | 11          | 3          |
| 2019    | Breiðablik     | IJsland   | Úrvalsdeild | 16          | 3          |
| 2020    | Breiðablik     | IJsland   | Úrvalsdeild | 0           | 0          |
| 2021    | Breiðablik     | IJsland   | Úrvalsdeild | 15          | 2          |
| 2022    | Rosenborg BK   | Noorwegen | Toppserien  | 24          | 5          |
| 2023    | Rosenborg BK   | Noorwegen | Toppserien  | 26          | 2          |
| 2023/24 | 1. FC Nürnberg | Duitsland | Bundesliga  | 12          | 2          |
| 2024    | Rosenborg BK   | Noorwegen | Toppserien  | 12          | 1          |
| 2025    | Rosenborg BK   | Noorwegen | Toppserien  | 0           | 0          |
| Totaal  | Totaal         | Totaal    | Totaal      | 157         | 18         |

Laatste update: 1 april 2025

## Interlandcarrière
Magnúsdóttir maakte in 2018 haar debuut voor het IJslandse nationale team tijdens de kwalificatiereeks voor het WK 2019. Op 6 maart 2019 maakte ze in een wedstrijd tegen Portugal haar eerste interlanddoelpunt.